# ألفريد العظيم
ألفريد العظيم (بالإنجليزية القديمة: Ælfrēd Micela)، (مواليد 849 - 26 أكتوبر 899) هو ملك أنجلوسكسوني حكم مملكة ويسيكس من سنة 871 حتى سنة 899. اشتهر بدفاعه عن مملكة الأنجلوساكسون في مواجهة الفايكنج ليصبح الملك الإنجليزي الوحيد الذي حصل على لقب «العظيم» (كانوت العظيم، الذي حكم إنكلترا بين 1016 و1035 كان دنماركيا). وكان أول الملوك الذي سميوا بملوك الأنجلوساكسون. وكان مثقفا ومشجعا للتعليم كما قام بتحسين النظام القضائي والهيكلية العسكرية. توفي يوم 26 أكتوبر 899م. وكان سبب وفاته غير معروفاً، على الرغم من أنه عانى طوال حياته من مرض مؤلم. قدم آسر مؤلف سيرته الذاتية وصفاً مفصلاً لأعراضه وسمح هذا الوصف لعلماء الطب الحديث بتشخيص حالته المرضية ومن خلال ذلك استنتجوا بأنه كان يعاني إما من داء كرون أو البواسير. ويبدو أيضاً أن حفيده الملك إدوارد عانى من مرض مماثل.

## روابط خارجية
- ألفريد العظيم على موقع الموسوعة البريطانية (الإنجليزية)
- ألفريد العظيم على موقع إن إن دي بي (الإنجليزية)